# Lost (музичка група)
Lost је италијански поп рок бенд настао 2004. године. Тренутни састав бенда чине Валтер Фонтана (вокал), Роберто Висентин (гитара), Филипо Спезаприја (бубњар) и Лука Доназан (бас).

## Чланови бенда

### Тренутни чланови
- Валтер Фонтана – вокал
- Роберто Висентин – гитара
- Филипо Спезаприја – бубњеви
- Лука Доназан – бас, гитара

### Бивши чланови
- Метју Милер – гитара
- Ђулио Дала Стела – бас, гитара

## Дискографија
- Sweet Memories to Still Believe (2006)
- XD (2008)
- Sospeso (2009)
- Allora sia buon viaggio (2010)